# Faisceau

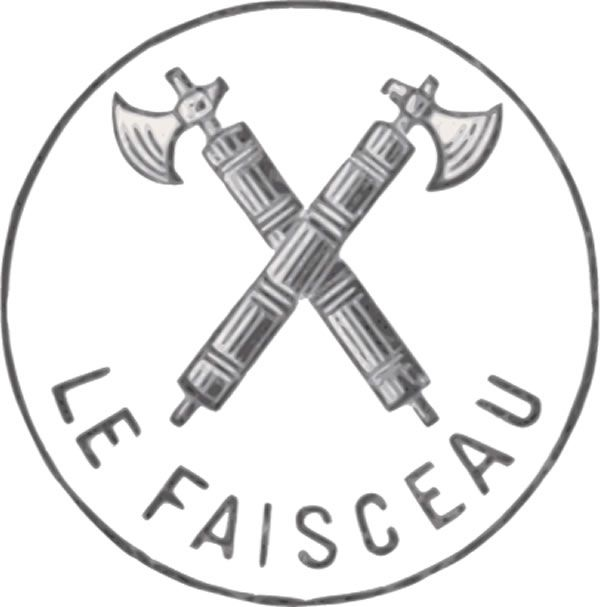
Logo von Le Faisceau

Le Faisceau war eine faschistische Kleinpartei in der Dritten Französischen Republik. Die Organisation bestand von 1925 bis 1928 und war die erste Partei außerhalb Italiens, welche sich ausdrücklich zum Faschismus bekannte.

## Geschichte
Der junge Nationalist Georges Valois verließ 1925 Frankreichs führende rechtsextreme Partei, die Action française, weil diese ihm zu reaktionär erschien. Unter „reaktionär“ verstand er ihre Neigung zu der ihm verhassten Bourgeoisie. Stattdessen wollte er mit dem Faisceau eine nationalrevolutionäre Kraft ins Leben rufen, die auch zur Mobilisierung der Arbeiterschaft fähig sein würde. Valois’ Parole lautete: „Nationalismus plus Sozialismus gleich Faschismus.“ Die Mehrheit seiner Anhänger stammte jedoch aus der Mittelschicht.
Symbolisch zeigte sich die anti-bourgeoise Programmatik in kuriosen Einzelheiten. So verbot Valois den Mitgliedern, „Legionäre“ genannt, das Benutzen von Regenschirmen, weil der Bürger diesen stets mitführte. Ein möglichst unbürgerliches Auftreten der Mitglieder sollte auch durch blaue Uniformen erreicht werden.
Anfänglich konnte die Organisation, die sich als erste französische Partei auf den italienischen Faschismus als Vorbild berief, unter dem Eindruck des Wahlsiegs der Linken 1924, einen ansehnlichen Mitgliederzuwachs und somit auch eine gewisse politische Bedeutung erlangen. Reiche Geschäftsleute begannen, den Faisceau finanziell zu fördern. Allerdings gelang es der Partei nicht, sich in der linken Arbeiterschaft zu etablieren, und im rechten Lager begann die weitaus größere Action française entschlossen gegen die neue, revolutionär gesinnte Konkurrenz vorzugehen. Hierbei kam es auch zu handfesten Auseinandersetzungen zwischen den jeweiligen Parteimilizen. 1928 löste sich der Faisceau nach Einstellung der finanziellen Unterstützung aus den Unternehmerkreisen auf. Ihr Gründer Georges Valois wandte sich politisch nach links und schloss sich im Zweiten Weltkrieg der Résistance an.